# Český lev 2017
Český lev 2017 byl 25. ročník cen České filmové a televizní akademie Český lev. Slavnostní ceremoniál vyhlášení cen se uskutečnil v sobotu 10. března 2018 v pražském Rudolfinu. Dramaturgem večera byl David Ondříček. V přímém přenosu jej vysílala Česká televize na programu ČT1.
Sošky Českých lvů dostaly v tomto ročníku novou podobu.

## Průběh ceremoniálu
Před začátkem samotného předávání cen přečetl režisér Jan Svěrák na jevišti text nazvaný Pět vět na obranu České televize, který reagoval na slovní útok prezidenta Miloše Zemana vůči veřejnoprávním médiím v jeho inauguračním projevu proneseném dva dny předtím. Podobně se ve svých projevech následně vyjádřili také někteří z vystupujících, např. Olga Sommerová či Marek Najbrt. Další reagovali rovněž na aktuální události na Slovensku, kde po vraždě novináře Jána Kuciaka probíhaly občanské protesty. Petiční archy k výzvě Pět vět na obranu České televize v průběhu večera podepsalo 370 hostů.

## Ceny a nominace

### Nejlepší film
- Bába z ledu – producenti Pavel Strnad, Petr Oukropec
- Kvarteto – producent Ondřej Zima
- Milada – David Mrnka, Kristina Hejduková, Juan Mayne
- Po strništi bos – producent Jan Svěrák
- Špína – producenti Miloš Lochman, Peter Badač, Karel Chvojka

### Nejlepší dokumentární film
- Červená – režie Olga Sommerová – producent Pavel Berčík
- Hranice práce – režie Apolena Rychlíková – producenti Petr Kubica, Filip Remunda, Vít Klusák
- Mečiar – režie Tereza Nvotová – producentky Zuzana Mistríková, Tereza Polachová, Kateřina Černá
- Nechte zpívat Mišíka – režie Jitka Němcová – producent Viktor Schwarcz
- Svět podle Daliborka – režie Vít Klusák – producenti Filip Remunda, Vít Klusák

### Nejlepší režie
- Bába z ledu – Bohdan Sláma
- Křižáček – Václav Kadrnka
- Kvarteto – Miroslav Krobot
- Po strništi bos – Jan Svěrák
- Špína – Tereza Nvotová

### Nejlepší ženský herecký výkon v hlavní roli
- Bába z ledu – Zuzana Kronerová
- Kvarteto – Barbora Poláková
- Milada – Ayelet Zurer
- Po strništi bos – Tereza Voříšková
- Špína – Dominika Morávková

### Nejlepší mužský herecký výkon v hlavní roli
- Bába z ledu – Pavel Nový
- Křižáček – Karel Roden
- Kvarteto – Jaroslav Plesl
- Milada – Vladimír Javorský
- Po strništi bos – Ondřej Vetchý

### Nejlepší ženský herecký výkon ve vedlejší roli
- Bába z ledu – Petra Špalková
- Bába z ledu – Tatiana Vilhelmová
- Kvarteto – Pavlína Štorková
- Špína – Anna Šišková
- Zahradnictví: Dezertér – Sabina Remundová

### Nejlepší mužský herecký výkon ve vedlejší roli
- Po strništi bos – Oldřich Kaiser
- Bába z ledu – Marek Daniel
- Bába z ledu – Václav Neužil
- Špína – Patrik Holubář
- Zahradnictví: Rodinný přítel – Martin Finger

### Nejlepší scénář
- Bába z ledu – Bohdan Sláma
- Křižáček – Jiří Soukup, Vojtěch Mašek, Václav Kadrnka
- Kvarteto – Miroslav Krobot, Lubomír Smékal
- Po strništi bos – Jan Svěrák, Zdeněk Svěrák
- Špína – Barbora Námerová

### Nejlepší kamera
- Po strništi bos – Vladimír Smutný
- Bába z ledu – Diviš Marek
- Křižáček – Jan Baset Střítežský
- Milada – Martin Štrba
- Špína – Marek Dvořák

### Nejlepší střih
- Špína – Jiří Brožek, Michal Lánský, Jana Vlčková
- Bába z ledu – Jan Daňhel
- Kvarteto – Jan Daňhel
- Milada – Olina Kaufmanová
- Po strništi bos – Alois Fišárek

### Nejlepší zvuk
- Po strništi bos – Jakub Čech, Claus Lynge
- Bába z ledu – Michal Holubec, Marek Poledna
- Křižáček – Jan Čeněk
- Kvarteto – Viktor Ekrt
- Milada – Jiří Klenka

### Nejlepší hudba
- Křižáček – Irena a Vojtěch Havlovi
- 8 hlav šílenství – Vladivojna La Chia
- Milada – Aleš Březina, Drew Alan
- Po strništi bos – Michal Novinski
- Zahradnictví: Rodinný přítel – Petr Ostrouchov

### Nejlepší filmová scénografie
- Lajka – Aurel Klimt, Martin Velíšek, František Lipták
- Bába z ledu – Jan Vlasák
- Křižáček – Luca Servino, Daniel Pitín
- Milada – Milan Býček
- Po strništi bos – Jan Vlasák

### Nejlepší kostýmy
- Milada – Simona Rybáková
- Bába z ledu – Zuzana Krejzková
- Křižáček – Katarína Štrbová Bieliková
- Po strništi bos – Simona Rybáková
- Zahradnictví: Rodinný přítel – Katarína Štrbová Bieliková

### Nejlepší masky
- Milada – Andrea McDonald
- Bába z ledu – Zdeněk Klika
- Křižáček – Lukáš Král
- Po strništi bos – Milan Vlček
- Zahradnictví: Rodinný přítel – Zdeněk Klika

### Nejlepší televizní film nebo minisérie
- Spravedlnost (minisérie, Česká televize) – režie Peter Bebjak
- Zádušní oběť (TV film, Česká televize) – režie Jiří Svoboda
- Kozy léčí (TV film, Česká televize) – režie Lenka Wimmerová

### Nejlepší dramatický televizní seriál
- Svět pod hlavou (Česká televize) – režie Marek Najbrt a Radim Špaček
- Bohéma (Česká televize) – režie Robert Sedláček
- Trpaslík (Česká televize) – režie Jan Prušinovský

### Mimořádný přínos české kinematografii
- Alois Fišárek

### Cena Magnesia za nejlepší studentský film
nestatutární cena
- Atlantida, 2003 – Michal Blaško
- Bo Hai – Dužan Duong
- Místo – Tereza Vejvodová
- Plody mraků – Kateřina Karhánková
- Přátelské setkání nad sportem – Adam Koloman Rybanský

### Nejlepší filmový plakát
nestatutární cena
- Po strništi bos – Jiří Karásek, Lukáš Fišárek
- 8 hlav šílenství – Anna Krtičková
- Bába z ledu – Aleš Najbrt, Michal Nanoru
- Červená – Ondrej Karásek, Jan Malíř
- Křižáček – Franta Petrák

### Cena filmových fanoušků
nestatutární cena
- Po strništi bos – Jan Svěrák